# Remicourt (Vosges)
Remicourt ([ʁœmiˈkuʁ] ) ist eine auf 300 m über Meereshöhe gelegene französische Gemeinde mit 63 Einwohnern (Stand: 1. Januar 2022) im Département Vosges in der Region Grand Est (bis 2015 Lothringen). Sie gehört zum Arrondissement Neufchâteau (bis 2024 Épinal) und ist Mitglied im Gemeindeverband Communauté de communes de Mirecourt Dompaire. Die Bewohner werden Remicourtois und Remicourtoises genannt.
Remicourt grenzt im Nordwesten an Rouvres-en-Xaintois, im Norden an Baudricourt, im Nordosten an Thiraucourt, im Osten an Mirecourt, im Südosten an Domèvre-sous-Montfort, im Süden an Estrennes und im Westen an Offroicourt. Der Ort liegt am Flüsschen Val d’Arol.

## Bevölkerungsentwicklung

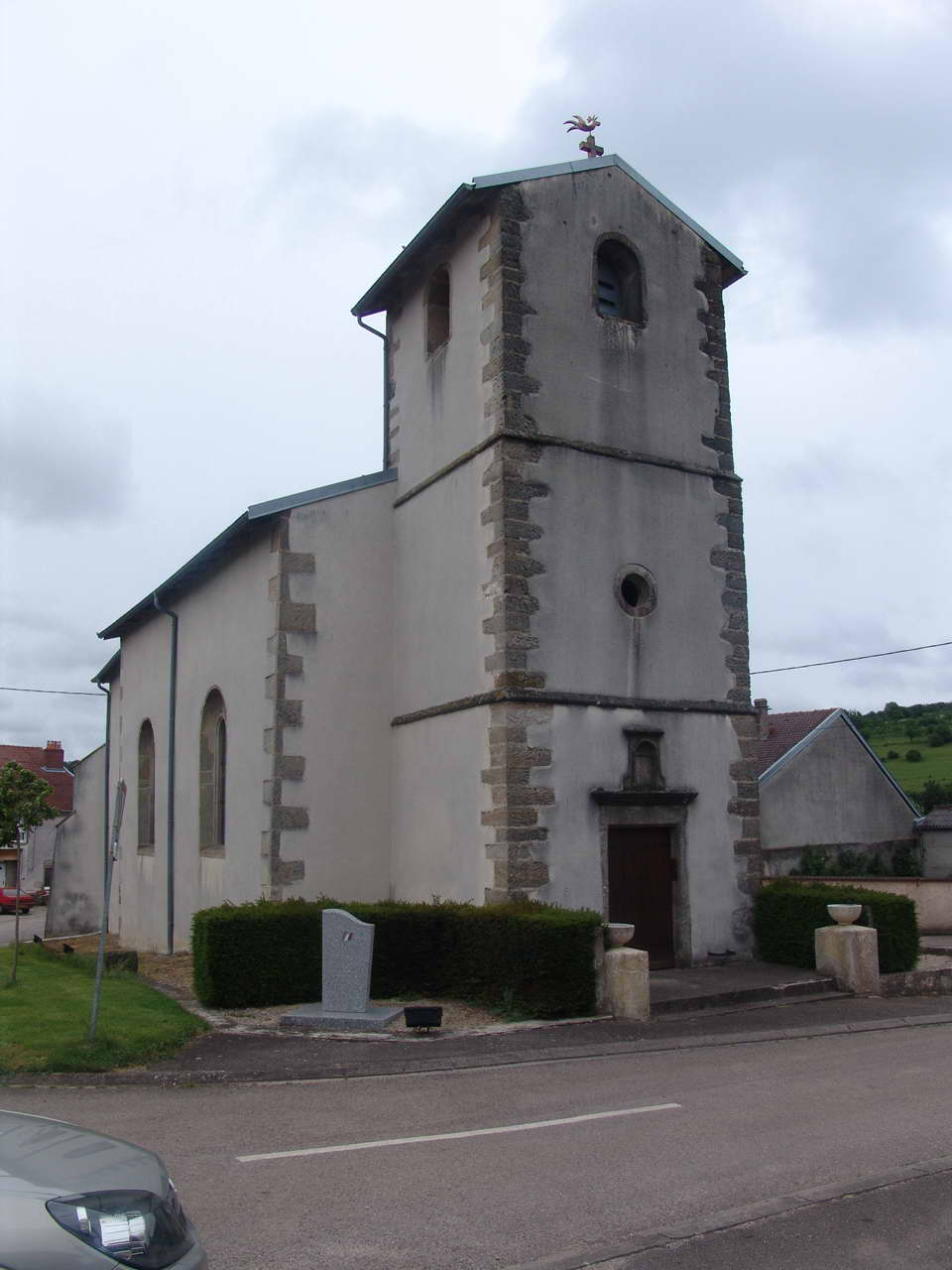
Kirche Saint-Remy

| Jahr      | 1962 | 1968 | 1975 | 1982 | 1990 | 1999 | 2008 | 2015 |
| --------- | ---- | ---- | ---- | ---- | ---- | ---- | ---- | ---- |
| Einwohner | 66   | 67   | 70   | 61   | 56   | 63   | 77   | 67   |